# Alladian
Die Sprache Alladian (auch alladyan, allagia und allagian genannt; ISO 639-3: ald) ist eine der beiden Sprachen aus der sprachlichen Untergruppe der Kwa-Sprachen Avikam-Alladian, die von insgesamt 23.000 Personen in 21 Ortschaften in der Elfenbeinküste, die sich zwischen der Atlantikküste und dem Ebriésee befinden, gesprochen wird.
Die Mitglieder der Volksgruppe Alladian, eines matrilinear organisierten Fischervolks, sind auch als Nladja-wron oder Jack-Jacks bekannt und sprechen mehrere Alladian-Dialekte: Akuri, Aware und Kovu. Das Alladian verwendet die lateinische Schrift und ist mit dem Avikam eng verwandt.